# Cantonul Hazebrouck-Sud
Cantonul Hazebrouck-Sud este un canton din arondismentul Dunkerque, departamentul Nord, regiunea Nord-Pas-de-Calais, Franța.

## Comune
- Boezegem (Boëseghem)
- Borre
- Hazebroek (Hazebrouck) (parțial, reședință)
- Moerbeke (Morbecque)
- Pradeels (Pradelles)
- Steenbeke (Steenbecque)
- Strazele (Strazeele)
- Tienen (Thiennes)